# ميلو لومباردي
ميلو لومباردي (بالإيطالية: Milo Lombardi)‏ هو ملحن إيطالي، ولد في 1988 في فانو في إيطاليا.

## وصلات خارجية
- الموقع الرسمي
- ميلو لومباردي على موقع ميوزك برينز (الإنجليزية)
- ميلو لومباردي على موقع أول ميوزيك (الإنجليزية)
- ميلو لومباردي على موقع ديسكوغز (الإنجليزية)